# Luigi Zuccari
Pour les articles homonymes, voir Zuccari.
Luigi Zuccari (Milan, 13 septembre 1847 - Calolziocorte, 24 décembre 1925) était un général et homme politique italien, qui avait participé en tant que garibaldien à la troisième guerre d'indépendance, rejoignant ensuite l'armée royale (Regio Esercito). 
Il devient lieutenant général (Tenente generale) et participe à la rédaction de la convention militaire entre l'Italie, l'Allemagne et l'Autriche-Hongrie en 1914. Lors de la mobilisation générale de 1915, il est nommé commandant de la 3e armée, avant d'être mystérieusement démis de ses fonctions quatre jours avant l'entrée en guerre du royaume d'Italie.

## Biographie
Né à Milan le 13 septembre 1847, fils de Fermo et Maddalena Manusardi, il fréquente le Regio Istituto Tecnico Superiore, puis le Politecnico di Milano, où il obtient un diplôme d'ingénieur, puis la Scuola d'applicazione per gli ingegneri de Turin. À l'âge de 18 ans, il s'engage comme volontaire dans l'armée de Garibaldi, inscrit au 1er régiment du corps des volontaires italiens à Côme. Il participe à la troisième guerre d'indépendance, combattant lors de la bataille du Mont Suello et lors de la prise de Condino. Bien qu'il ne soit pas issu d'une famille noble ou riche, il décide, à la fin de la guerre, de poursuivre une carrière militaire et entre à l'école d'artillerie de Venaria Reale. En 1873, il fréquente l'école de guerre de Turin et gravit rapidement les échelons militaires : il devient capitaine (capitano) en 1875, major (maggiore) en 1885 et colonel (colonnello) le 12 juin 1892. Du 11 février 1890 au 25 octobre 1895, il occupe le poste d'attaché militaire à l'ambassade d'Italie à Berlin. Pendant son séjour en Allemagne, le 29 septembre 1893, il devient aide de camp honoraire de Sa Majesté le Roi. Le 19 octobre 1898, il est élevé au rang de major-général (maggiore generale). En 1900, il participe, en tant qu'expert militaire, à la première conférence internationale pour le désarmement à La Haye. Du 29 septembre 1900 au 17 mai 1906, il est commandant de l'École de guerre. Pendant qu'il occupait ce poste, il a été promu au rang de lieutenant-général (tenente generale) le 19 janvier 1905. Le 16 octobre 1913, il est nommé sénateur du Royaume, et prête serment le 9 décembre de la même année.

### Son rôle dans la Triple Alliance
À l'automne 1912, des officiers d'état-major italiens, allemands et autrichiens participent à des réunions préliminaires pour rédiger les détails d'une nouvelle convention militaire à conclure entre les trois pays. Au même moment, le chef d'état-major général, le général Alberto Pollio, obtient l'autorisation du roi Victor Emmanuel III, et au début de 1914, il reçoit également celle du gouvernement.
Les réunions de haut niveau commencent en février 1913, et il est désigné pour représenter l'Italie, car il a été proposé comme commandant de la 3e armée et précédent délégué italien à la Conférence de La Haye (1907). Le général Georg von Waldersee y participe pour l'Allemagne. Pendant que les deux généraux se concertent à Rome, les officiers d'état-major des trois armées se réunissent à Vienne pour établir les détails techniques du mouvement des troupes italiennes à travers l'Autriche-Hongrie et l'Allemagne jusqu'en Alsace. Le 18 février, des accords préliminaires avaient été conclus concernant le déploiement de trois corps d'armée italiens en Allemagne, à la frontière franco-allemande. Les négociateurs sont convenus que les détails seraient finalisés en mars et qu'entre-temps, il effectuerait une visite en Alsace afin d'inspecter le terrain des opérations. Le nouvel accord militaire est définitivement signé le 11 mars 1914. L'accord prévoit le transfert de la 3e armée, composée de deux divisions de cavalerie et de trois corps d'armée, soit environ 150 000 hommes, vers l'Alsace entre le huitième et le vingtième jour de mobilisation, en utilisant des lignes ferroviaires italiennes, autrichiennes et allemandes bien définies. Moins de trois jours après son arrivée en Alsace, la 3e armée entamera des opérations de guerre en collaboration avec l'armée allemande. En décembre 1914, il est sévèrement réprimandé par le nouveau chef d'état-major du Regio Esercito, le général Luigi Cadorna, parce qu'il n'applique pas ses directives. En mai 1915, une rupture retentissante se produit entre eux, dont les causes restent inconnues à ce jour.

### Le torpillage controversé
Lors de la mobilisation générale, en vue de l'entrée en guerre du Royaume d'Italie, il est désigné pour prendre le commandement de la 3e armée, dont le quartier général est à Portogruaro, déjà déployée sur la frontière orientale. L'objectif principal de cette armée était d'atteindre rapidement l'Isonzo, de le franchir en formant des têtes de pont, et de conquérir Monfalcone et les collines entourant Gorizia, afin de l'isoler. Le 20 mai 1915, quatre jours avant l'entrée en guerre, il reçoit un télégramme de Cadorna lui annonçant sa destitution du commandement de la 3e armée. Il est remplacé, pour une courte période, par le général Vincenzo Garioni, en attendant l'arrivée au front de S.A.R. Emanuele Filiberto di Savoia Duca d'Aosta. La raison officielle donnée par Cadorna pour expliquer le remplacement du général est qu'il s'était présenté en retard, à l'heure de la mobilisation, de son quartier général à Florence à son quartier général, et que cela était intolérable,. Selon certaines sources, le licenciement était dû à un désaccord entre les deux généraux sur la tactique de guerre à suivre pendant les opérations, tandis que selon d'autres, Cadorna ne lui avait jamais pardonné de l'avoir évincé du poste de commandant de l'École de guerre en septembre 1900. Il n'était pas d'accord avec la stratégie d'attaque frontale à tout prix prônée par Cadorna, qui pouvait entraîner de lourdes pertes parmi les soldats, et il était également l'un des rares généraux à avoir une connaissance logistique précise et détaillée du théâtre d'opérations oriental.
Au cours de l'année 1916, le Premier ministre Antonio Salandra voulut le rencontrer secrètement à Florence en vue du remplacement probable de Cadorna, mais en raison de la chute de son gouvernement, cette intention ne put être mise à exécution. Au cours de l'année 1917, et à plusieurs reprises, son nom est envisagé pour remplacer Cadorna, et il reçoit de nombreux témoignages de solidarité au Sénat. Entre le 11 février et le 21 octobre 1917, il est président du Tribunal suprême de la guerre et de la marine, puis inspecteur général des prisonniers de guerre. Dans les premières années qui ont suivi la fin du conflit, il a été président de la Commission de contrôle militaire interalliée de la République d'Autriche. Il a été élevé au rang de général de corps d'armée (Generale di corpo d'armata) le 31 décembre 1923.
Il meurt à son domicile de Calolziocorte le 24 décembre 1925, en gardant le plus grand secret sur les raisons de son licenciement. Il laisse derrière lui sa femme Susanna Von Hoffman et sa fille Maddalena.

### Carrière militaire
- Capitaine (Capitano): 1875
- Major (Maggiore): 1885
- Colonel (Colonnello): 12 juin 1892
- Général de division (Maggiore generale): 19 octobre 1898
- Lieutenant général (Tenente generale): 19 janvier 1905
- Général de corps d'armée (Generale di corpo d'armata): 31 décembre 1923

### Fonctions et titres
- Aide de camp honoraire de MS the King (29 septembre 1893)
- Attaché militaire à l'ambassade d'Italie à Berlin (11 février 1890-25 octobre 1895)
- Commandant de l'École de guerre (29 septembre 1900-17 mai 1906)
- Président de la Cour suprême de la guerre et de la marine (11 février-21 octobre 1917)
- Inspecteur général des prisonniers de guerre
- Président de la Commission interalliée de contrôle militaire en République d'Autriche

## Décorations
- Chevalier de l'Ordre de la Couronne d'Italie - 31 décembre 1885
 - Officier de l'Ordre de la Couronne d'Italie - 11 novembre 1892 
 - Commandeur de l'Ordre de la Couronne d'Italie - 4 juin 1925 
 - Grand Officier de l'Ordre de la Couronne d'Italie - 28 décembre 1902
 - Chevalier de Grand-croix du Grand Cordon de l'Ordre de la Couronne d'Italie - =2 juin 1911
 - Chevalier de l'Ordre des Saints-Maurice-et-Lazare - 12 janvier 1890
 - Officier de l'Ordre des Saints-Maurice-et-Lazare - 13 mars 1898
 - Commandeur de l'Ordre des Saints-Maurice-et-Lazare - 30 mai 1907
 - Grand Officier de l'Ordre des Saints-Maurice-et-Lazare - 11 janvier 1912
 - Chevalier de Grand-croix du Grand Cordon de l'Ordre des Saints-Maurice-et-Lazare - 4 novembre 1922
 - Croix d'or pour ancienneté de service
 - Médaille commémorative de l'Unité italienne 1848-1870
 - Médaille commémorative des campagnes des guerres d'indépendance
 - Médaille du mérite mauricienne pour une carrière militaire de 10 ans

## Source
- (it) Cet article est partiellement ou en totalité issu de l’article de Wikipédia en italien intitulé « Luigi Zuccari » (voir la liste des auteurs).